# Équipe de nuit (nouvelle)
Pour les articles homonymes, voir Équipe de nuit.
Équipe de nuit (titre original : Night Shift) est une nouvelle de George R. R. Martin, parue pour la première fois en janvier 1973 dans le magazine Amazing Science Fiction. Elle est incluse dans le recueil original Des astres et des ombres (Songs of Stars and Shadows), regroupant neuf histoires de Martin, publié en juillet 1977 puis traduit en français et publié en avril 1983 dans le recueil paru aux éditions J'ai lu.

## Résumé
Récit d'une journée de travail de Dennison, contremaître dans un dock interstellaire.